# Schreibsand

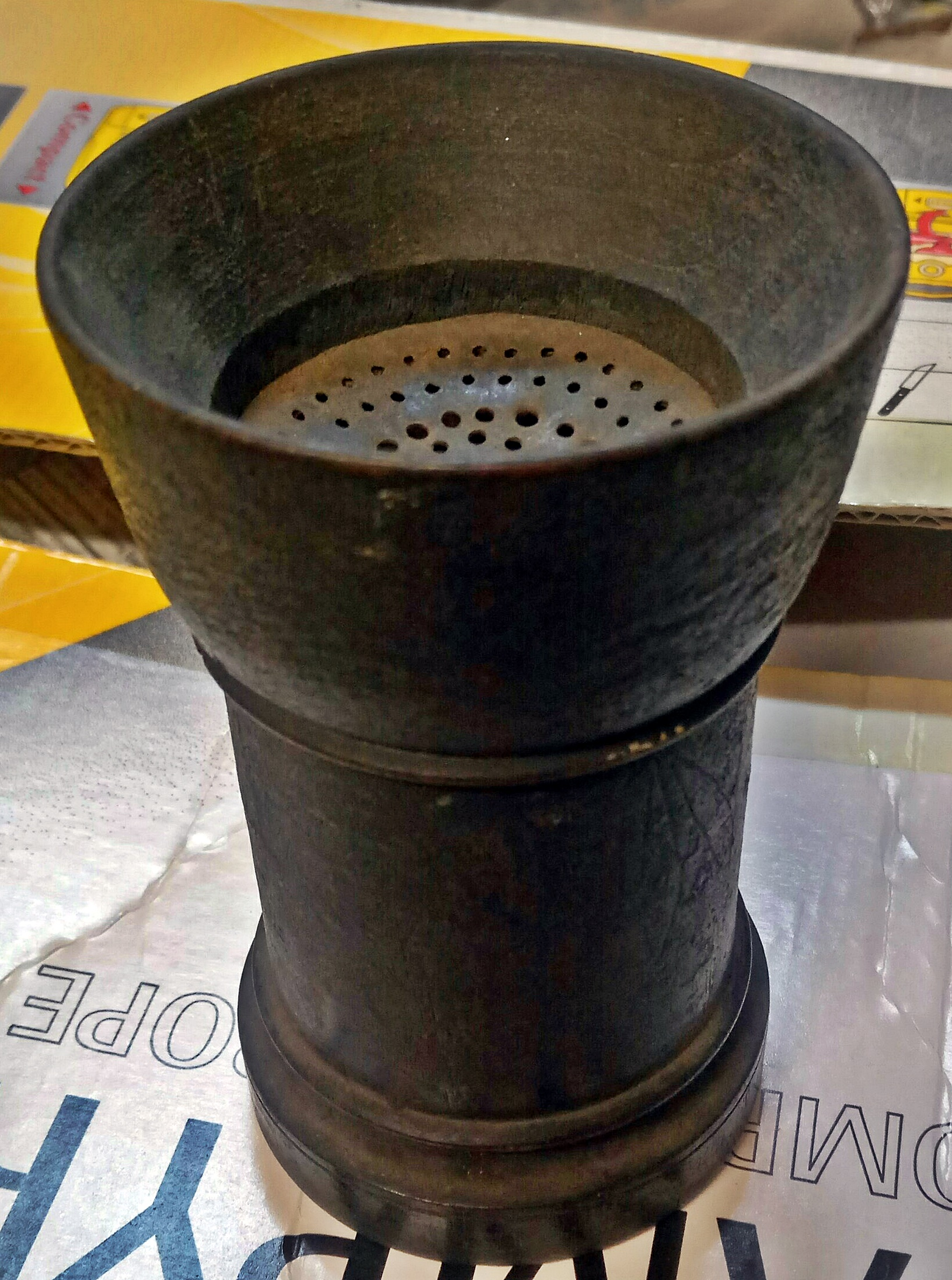
Streusandbüchse aus Holz, 18. Jahrhundert, Museum Grünstadt

Schreibsand (auch Streusand oder Löschsand) ist ein feinkörniger Sand, der in der Vergangenheit zum Trocknen schreibnasser Tinte diente. Die Tinten des Mittelalters trockneten langsamer als heutige Tinten. Der Schreibsand war entweder angefärbter, feiner See- oder Flusssand, zerschlagene oder verbrannte andere Materialien oder pulverisiertes (oft blaues) Glas, auch rostbraune Eisenspäne. Der Schreibsand/Streusand stand in Streusandbüchsen bereit. Sie hatten oben meist breite, trichterförmige Krempen, zum Einfüllen des Sandes bzw. zum Zurückfüllen vom Papier, nach dem vorherigen Ausstreuen auf den Dokumenten. Auf vielen handgeschriebenen  historischen Schriftstücken finden sich noch heute Reste von Streusand. 
Später wurde stattdessen Löschpapier verwendet.
Vor der Erfindung des Löschpapiers bildete die Streusandgewinnung eine zusätzliche Verdienstquelle der Goldwäscher am Rhein. Außerdem leitet sich von diesem Umstand der Spitzname des Kurfürstentums Brandenburg ab: Aufgrund des sandigen Bodens wurde es Streusandbüchse des Reichs genannt.